# Oldřichovský potok (přítok Limnice)
Oldřichovský potok je horský potok v Krušných horách, levostranný přítok Limnice v okrese Karlovy Vary v Karlovarském kraji. Délka toku měří 4,6 km.

## Průběh toku
Potok pramení u západního okraje přírodní rezervace Oceán pod jižním svahem Dračí skály, přibližně 2,5 km jižně od Perninku. Po hranici přírodní rezervace teče jižním směrem, pod Oldřichovem se směr toku mění na západní. Protéká hlubokým údolím Oldřichovské doliny, tok se otáčí k jihu a u sportovního komplexu při východním okraji Nejdku se vlévá zleva do Limnice.